# 서호천
서호천(西湖川)은 경기도 수원시 장안구 파장동 광교산 파장저수지에서 발원하여 수원시 권선구 고색동에서 황구지천으로 유입되는 길이 11.5km 규모의 지방하천이다. 황구지천으로 흐르는 도중에 경부선 화서역 인근에서 서호의 물을 이룬다. 수원시의 토속어종이었던 서호납줄갱이의 서식지로도 잘 알려져 있다.

## 같이 보기
- 대한민국의 지리